# Ушаков, Игорь Владимирович (музыкант)
Игорь Владимирович Ушаков — специалист в области истории русской хоровой культуры; основатель, художественный руководитель и регент мужского хора «Валаам»; заслуженный артист Российской Федерации (1992). Автор расшифровок музыкальных рукописей, обработок и переложений народных и солдатских песен для мужского хора.

## Биография
Игорь Ушаков родился в Волгограде в 1965 году
Выпускник Волгоградского училища искусств (1984).
Закончил Ленинградскую государственную консерваторию имени Н. А. Римского-Корсакова (1990) по специальностям «дирижёр академического хора» и «древнерусское певческое искусство».
В 1990 году организовал мужской хор при Санкт-Петербургском подворье Спасо-Преображенского Валаамского монастыря. В 1994 году создал Институт певческой культуры «Валаам» и мужской хор «Валаам».
Во время обучения в консерватории Игорь Ушаков овладел навыками расшифровки музыкальных рукописей, что и сделало возможным создание мужского хора «Валаам».